# All Stars (televisieserie)
All Stars is een Nederlandse tragikomedische televisieserie die van 1999 tot aan 2001 door de VARA en M&B FILM3 BV is geproduceerd.
De serie is gebaseerd op de gelijknamige film uit 1997 van Jean van de Velde, die ook gedeeltelijk de regie van de serie op zich nam. Het verhaal draait om een lager elftal van de voetbalvereniging Swift Boys, waarvan de leden al sinds hun jeugd elke zondag samen op het voetbalveld staan.

## Achtergrond
Bij de eerste plannen om een televisieserie van de film te maken is de commerciële zender Veronica benaderd, die Flodder naar de televisie bracht. De VARA geeft echter aan dat zij naast de film ook de serie wil produceren. Eindredacteur van de omroep Robert Kievit zegt in een brief aan Vera Keur (voorzitter VARA): 'Natuurlijk zal de televisieserie op een aantal fronten anders zijn dan de film: verhalen met een korte spanningsboog, een hoger tempo, thema's die de serie VARA maken.' Hij houdt als eindredacteur het perspectief van de VARA-kijker in de gaten. Toch zijn de reacties van de jongens, op bijvoorbeeld asielzoekers of homoseksualiteit volgens scenarioschrijver Robert Alberdingk Thijm niet direct VARA-fähig. 'Ze zijn niet zoals het hoort, maar zoals de meeste mensen heimelijk denken.'

### Seizoen 1
Voor de televisieserie is de rol van Danny de Munk als aanvoerder Bram overgenomen door Roeland Fernhout, omdat De Munk musicalverplichtingen heeft en de makers niet de garantie aan hem kunnen geven dat de serie doorgaat. De pilot moest in september 1998 zijn opgenomen, in december 1998 zou de VARA beslissen, en dan moest de serie vanaf juni 1999 in drie maanden worden gedraaid. Antonie Kamerling is in eerste instantie niet enthousiast over het idee om van de film een televisieserie te maken, maar na het lezen van de scripts is hij dit wel. Toch speelt hij niet in alle afleveringen mee, omdat hij niet de hele zomer vrij kan maken. Halverwege het seizoen vervangt Cas Jansen hem in de rol van Hero's broertje Nemo. Andere nieuwe personages zijn de Voorzitter (Jack Wouterse), Kayleigh (Dijn Blom), Philip (Chris Zegers) en Maartje (Lieneke le Roux). De eerste uitzending is op 10 september 1999. Danny Blind heeft een gastrol in de aflevering Ben nie blind. 

### Seizoen 2 en 3
Vanaf het tweede seizoen stoppen Daniël Boissevain en Roeland Fernhout met hun rol voor andere projecten. Dirk Zeelenberg neemt de rol van Bram over en Kees Boot de rol van Johnny. Daarnaast wil ook Thomas Acda stoppen om zijn muziekcarrière: zijn personage Willem sterft in de eerste aflevering Over mijn lijk. Antonie Kamerling speelt als Hero slechts mee in de eerste drie afleveringen en de laatste aflevering. Katja Schuurman krijgt een vaste rol als barvrouw Nadja. André Hazes heeft een gastrol in De geur van kampioenen. 
Vanaf het derde seizoen speelt Frank Lammers mee als 'invaller' Berry. Antonie Kamerling en Thomas Acda spelen in dit seizoen een eenmalige gastrol. Johnny de Mol speelt de rol van Henri, de nieuwe vriend van Bram. De laatste aflevering is uitgezonden op 18 december 2001. In deze aflevering keert Daphne Deckers terug als Claire uit de film en heeft Willeke Alberti een gastrol. 

### Prijzen, reünie en vervolg
De pilotaflevering, Alle Menschen werden Brüder, werd in 2000 bekroond met een Emmy Award. Daarnaast won het eerste seizoen datzelfde jaar zowel de Zilveren Roos als de Persprijs tijdens het 40e Gouden Roos Festival. In 2002 werd de serie bovendien bekroond met een Gouden Beeld.
Op nieuwjaarsnacht 2008 brandde de voetbalkantine van DRC af welke werd gebruikt als opnamelocatie voor de serie. 
Op 18 mei 2008 werd daarom een benefietwedstrijd en fandag met de cast georganiseerd. Twee maanden later kondigde producent Rolf Koot  een tweede All Stars film aan. Dat de serie ook goed bekeken werd in herhaling was niet de directe aanleiding, maar het hielp wel het proces versterken. In 2010 was er wederom een reünie met aantal acteurs in het Olympisch Stadion tegen het Nederlands Dovenelftal. In 2011 verscheen uiteindelijk de film All Stars 2: Old Stars. In 2020 en 2023 verscheen de televisieserie All Stars en Zonen.

## Afleveringen
- De reguliere aflevering R.E.S.P.E.C.T. uit het eerste seizoen ontbreekt om onbekende reden op de driedelige dvd-uitgave uit 2006.
- De speciale aflevering  All Stars vs VARA Stars staat op de dvd Dosis Humor 2 van de VARA uit 2008. Deze aflevering is nooit herhaald.

## Hoofdpersonages
| Personage | Seizoen 1 (13 afleveringen) | Seizoen 2 (12 afleveringen) | Seizoen 3 (13 afleveringen) |
| --------- | --------------------------- | --------------------------- | --------------------------- |
| Bram      | Roeland Fernhout            | Dirk Zeelenberg             | Dirk Zeelenberg             |
| Johnny    | Daniël Boissevain           | Kees Boot                   | Kees Boot                   |
| Paul      | Raymi Sambo                 | Raymi Sambo                 | Raymi Sambo                 |
| Peter     | Kasper van Kooten           | Kasper van Kooten           | Kasper van Kooten           |
| Mark      | Peter Paul Muller           | Peter Paul Muller           | Peter Paul Muller (12 afl.) |
| Willem    | Thomas Acda                 | Thomas Acda (3 afl.)        | Thomas Acda (1 afl.)        |
| Hero      | Antonie Kamerling (7 afl.)  | Antonie Kamerling (4 afl.)  | Antonie Kamerling (1 afl.)  |
| Nemo      | Cas Jansen (7 afl.)         | Cas Jansen (9 afl.)         | Cas Jansen                  |
| Berry     |                             |                             | Frank Lammers               |

## Vaste bijrollen
| Personage       | Seizoen 1 (13 afleveringen)     | Seizoen 2 (12 afleveringen)     | Seizoen 3 (13 afleveringen) |
| --------------- | ------------------------------- | ------------------------------- | --------------------------- |
| Voorzitter      | Jack Wouterse (6 afl.)          | Jack Wouterse (11 afl.)         | Jack Wouterse (12 afl.)     |
| Roos            | Isa Hoes (7 afl.)               | Isa Hoes (11 afl.)              | Isa Hoes (11 afl.)          |
| Nadja           |                                 | Katja Schuurman                 | Katja Schuurman (11 afl.)   |
| Anja            | Lucretia van der Vloot (6 afl.) | Lucretia van der Vloot (5 afl.) |                             |
| Maartje         | Lieneke le Roux (1 afl.)        | Lieneke le Roux (4 afl.)        | Lieneke le Roux (5 afl.)    |
| Kayleigh        | Dijn Blom (6 afl.)              | Lisa Portengen (1 afl.)         |                             |
| Philip          | Chris Zegers (2 afl.)           |                                 |                             |
| Ben             |                                 | Tjebbo Gerritsma (3 afl.)       |                             |
| Henri           |                                 |                                 | Johnny de Mol (3 afl.)      |
| Dochters Willem | Shannon & Joany Royé (3 afl.)   | Shannon & Joany Royé (3 afl.)   |                             |
| Poldervogel     | Mike Meijer (1 afl.)            | Mike Meijer (2 afl.)            | Mike Meijer (2 afl.)        |
| Poldervogel     | Dimme Treurniet (1 afl.)        |                                 | Dimme Treurniet (1 afl.)    |

### Gastoptredens
- Jos Heyman - Susan Visser (afl. "Wie is Jos Heyman?")
- Roy, neef van Johnny - Jacob Derwig (afl. "Paard van Troje")
- Zwarthandelaar - Raoul Heertje (afl. "R.E.S.P.E.C.T.")
- Danny Blind - Danny Blind (afl. "Ben nie Blind")
- Scout - Ton Kas (afl. "Een kwestie van vertrouwen")
- Van Lieshout - Reinout Oerlemans (afl. "Krulleput en Schrielemiet")
- Moeder Bram - Sacha Bulthuis (afl. "Fluitvader")
- Vader Bram - Titus Muizelaar (afl. "Fluitvader")
- Zonnebank meisje - Martine Sandifort (afl. "Fluitvader")
- Moeder Paul - Trudy Labij (afl. "De tasjesdief")
- F-je - Yannick van de Velde (afl. "De tasjesdief")
- Andre Hazes - André Hazes (afl. "De geur van kampioenen")
- Barrie Mens - Kees Coolen (afl. "Nieuwe ballen")
- Golfjongen "Harm"- Winston Gerschtanowitz (afl. "Nieuwe ballen")
- Romek Spandau - Bastiaan Ragas (afl. "Romek Spandau")
- Tineke Robertson - Nienke Römer (afl. "Peter is mijn ideaal")
- Snelle jongen 1 - Tygo Gernandt (afl. "Big Soccer")
- Snelle jongen 2 - Horace Cohen (afl. "Big Soccer")
- Juwelier - Victor Löw (afl. "Samen is niet alleen")
- Claire - Daphne Deckers (afl. "Samen is niet alleen")
- Willeke Alberti - Willeke Alberti (afl. "Samen is niet alleen")

## Muziek
Elke aflevering werd ingeleid met het nummer "Groen als gras" van Kasper van Kooten/Acda en De Munnik. In de langere versie van het nummer zingen de acteurs van het eerste seizoen mee.

## Herhalingen
- Van 9 september 2000 tot en met 2 december 2000 werd het eerste seizoen afwisselend in de ochtend en de avond herhaald.
- Van 17 mei 2002 tot en met 12 februari 2003 werd de serie wekelijks herhaald. Dit begon met het tweede seizoen.[9]
- Van 19 april 2004 tot en met 20 juli 2004 werd het eerste seizoen wekelijks herhaald. Van 6 oktober 2004 tot en met 1 december 2004 volgde het tweede en derde seizoen.
- Van 9 juni tot en met 14 juli 2006 werd het tweede en derde seizoen wekelijks herhaald.
- Van 19 mei tot en met 26 juli 2008 werd de gehele reeks dagelijks herhaald.
- Van 20 oktober 2014 tot en met 28 november 2014 werd het eerste seizoen en tweede seizoen dagelijks herhaald (tot de aflevering De beautycase).
- Van 16 mei 2016 tot en met 7 juli 2016 werd de gehele reeks dagelijks herhaald.
- Van 8 april 2020 tot en met 24 juni 2020 werd het eerste seizoen wekelijks herhaald.

## Trivia
- In België verscheen, net als van de film, een remake van de televisieserie onder de titel Team Spirit (2003-2005). In 2006 volgde Duitsland met Freunde für immer - Das Leben ist rund. Ook is er een Italiaanse variant.
- In de afleveringen De geur van kampioenen, Goddelijke gemeenschap en All stars vs VARA stars zijn zowel Hero als Nemo gezamenlijk te zien. Ook in de aflevering PVCDW uit, altijd lastig zijn ze samen te zien, maar komen elkaar niet tegen.
- In de laatste aflevering zijn alleen nog Raymi Sambo (Paul), Kasper van Kooten (Peter) en Peter Paul Muller (Mark) over van de originele cast. Sambo en Van Kooten zijn de enige twee acteurs die in alle afleveringen te zien zijn. Muller ontbreekt in de aflevering Goddelijke gemeenschap.
- Peter Paul Muller (Mark), Frank Lammers (Berry), Cas Jansen (Nemo), Roeland Fernhout (Bram#1) en Kees Boot (Johnny#2) spelen ook samen in De dominee.
- Dirk Zeelenberg speelt ook een homoseksuele Bram in de film Simon.
- In de aflevering R.E.S.P.E.C.T. ligt op de televisie van Roos en Mark de film All Stars.
- In de aflevering Van jonge heren... komt Bram erachter dat Mark gaat trouwen met Roos. In de film was dit al bekend.
- In de aflevering Hart van Steen zit Mark in een Playboy te bladeren waarin Isa Hoes staat.
- Frank Lammers (Berry) speelde eerder in het tweede seizoen in de aflevering Oost West as Best een bijrol als bewaker van het Philips Stadion.
- In de televisieserie worden Bram, Mark en Hero met een andere achternaam aangesproken dan in de twee films.
- In de film is Bram een hotel-inkoper, in de televisieserie is hij advocaat.